# Phaethornis subochraceus
El ermitaño ocráceo o ermitaño chico pálido (Phaethornis subochraceus) es una especie de ave apodiforme de la familia Trochilidae, perteneciente al numeroso género Phaethornis. Es nativo del centro de América del Sur. 

## Distribución y hábitat
Se distribuye en el bosque Chiquitano, el Pantanal y el Cerrado en el este de Bolivia, centro-sur del Brasil (estados de Mato Grosso y Mato Grosso del Sur) y extremo norte del Paraguay, en la zona fronteriza con Bolivia, en la estación biológica Tres Gigantes, situada en el departamento de Alto Paraguay.
Esta especie, poco conocida, es considerada localmente común en sus hábitats naturales: el sotobosque de bosques de colinas caducifolios, semi-caducifolios, crecimientos secundarios, bosques abiertos y en galería y matorrales. En bajas altitudes, entre 150 y 800 m.

## Descripción
La presente especie es similar a Phaethornis pretrei pero claramente más pequeña, con una longitud total de entre 10 y 11 a 12 cm, siendo el largo total en la segunda especie entre 14 a 15 cm. También posee una cola más corta en relación con el cuerpo, y un patrón cromático del plumaje más apagado, con la garganta más oscura. También la vocalización los diferencia, ya que la de P. pretrei es más larga y menos aguda y repetitiva que la de P. subochraceus.

## Comportamiento
Es poco lo que se conoce sobre sus hábitos. Se cree que realizaría desplazamientos estacionales, y presenta una dieta variable a lo largo del año en función de la disponibilidad de sus alimentos, consistentes en néctar de flores al que extrae libando e insectos. Prefiere perchar a baja altura.

## Estado de conservación
En la «Lista Roja» de especies confeccionada por la Unión Internacional para la Conservación de la Naturaleza (UICN) esta especie está catalogada en la categoría  «preocupación menor (LC)».

## Sistemática

### Descripción original
La especie P. subochraceus fue descrita por primera vez por el ornitólogo estadounidense Walter Edmond Clyde Todd en 1915 bajo el mismonombre científico; su localidad tipo es: «Santa Cruz de la Sierra, Bolivia». El holotipo, un adulto (¿macho?), colectado por José Steinbach el 30 de mayo de 1909 se encuentra depositado en la colección del Museo Carnegie de Historia Natural con el número: CM 43.585.

### Etimología
Etimológicamente el nombre genérico Phaethornis se construye con palabras del idioma griego, en donde: «phaethōn», «φαεθων» significa 'resplandor, radiante' y «ornis», «ορνις» es 'pájaro'. El término específico subochraceus es una formación con términos en latín, en donde: «sub» significa 'abajo' y «ochra» es 'ocre', en alusión al tono del plumaje ventral.

### Taxonomía
Es pariente próximo de Phaethornis augusti y P. pretrei. Es monotípica.